# Jean-Claude Navier
Jean-Claude Navier, né à Châlons-sur-Marne dans la Marne en 1750 et mort à Reims en 1828 est un médecin français. Il fut le dernier doyen de la Faculté de médecine de Reims de 1791 à 1793, supprimée par les révolutionnaires.

## Biographie
Né à Châlons-sur-Marne le 15 décembre 1750, il était le fils de Pierre Toussaint Navier (1712-1779), conseiller médecin ordinaire du roi, correspondant de l’Académie royale des sciences de Paris et directeur de l’Académie des sciences arts et belles lettres de Châlons et de Claude Thérèse Aubriet.
En 1774, Jean-Claude Navier est reçu docteur en médecine au petit ordinaire de Reims, ce qui ne lui permettait pas d'exercer à Reims.
En 1777, il est reçu docteur en médecine au grand ordinaire de Reims.
Il se marie le 26 Avril 1785, à Reims, à Marie Rose Rossignon avec qui il aura deux enfants.
Il fut le dernier doyen de la Faculté de médecine de Reims (de 1784 à 1785 et de 1791à 1793), fondée en 1550 et supprime en 1793.
Il contribua par ses analyses chimiques et ses écrits au développement du commerce des vins de Champagne.
Sa publication sur les Vertus du Vin Mousseux de Champagne suscita une querelle avec le corps médical de Bourgogne.
Médecin en chef des Hospices civils de Reims, il fut premier directeur de l’École de médecine, qu’il créa à Reims en 1809 et dirigea pendant vingt ans.
Il fut conseiller municipal de Reims.
Il est mort à Reims, le 28 novembre 1828.

## Œuvres et publications
- Sur l’usage du Vin de Champagne Mousseux contre les Fièvres putrides et autres maladies de même nature, publié en 1778

## Décorations
- Commandeur de la Légion d'honneur[2]

## Hommage
Une rue de Reims,  Rue Navier porte son nom dans le quartier Saint-Rémi à Reims.